# Capità del primer equip de futbol del Futbol Club Barcelona
El capità d'un equip de futbol és el jugador escollit per ser-ne el líder, representant, dins del camp de joc, tots els seus companys davant de l'àrbitre del partit.
Generalment, els integrants de la primera plantilla del Barça escullen els seus capitans (actualment, n'hi ha quatre), però en algun cas ha estat l'entrenador qui l'ha escollit.
En el cas que l'equip disputi un partit sense cap dels quatre capitans designats, habitualment exerceix el càrrec el jugador més veterà.

## Llista de capitans

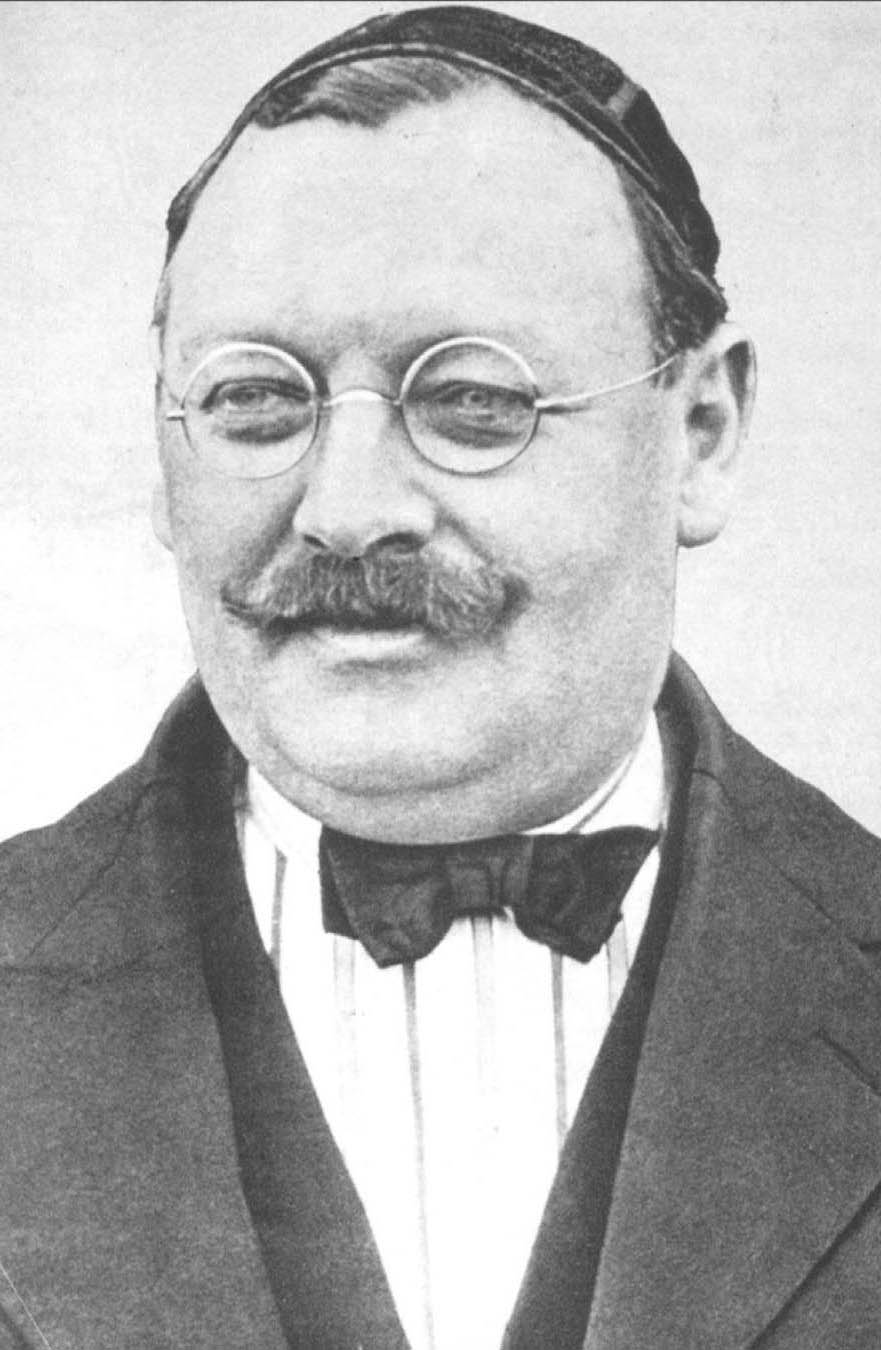
Joan Gamper és considerat el primer capità del FC Barcelona (1899-1904)

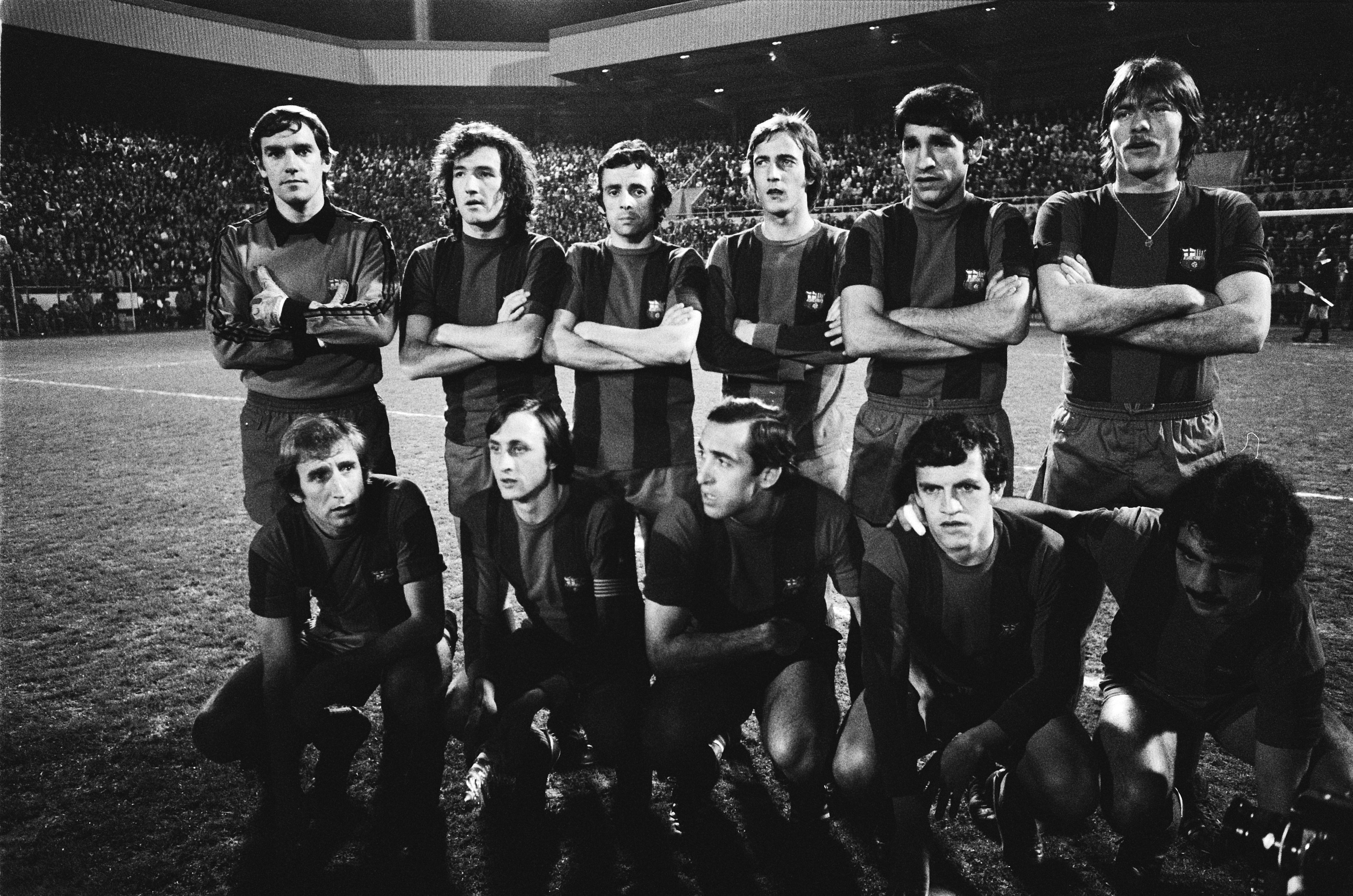
Johan Cruyff, capità del primer equip entre 1975 i 1978

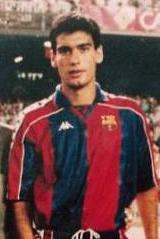
Josep Guardiola, capità del primer equip entre 1997 i 2001

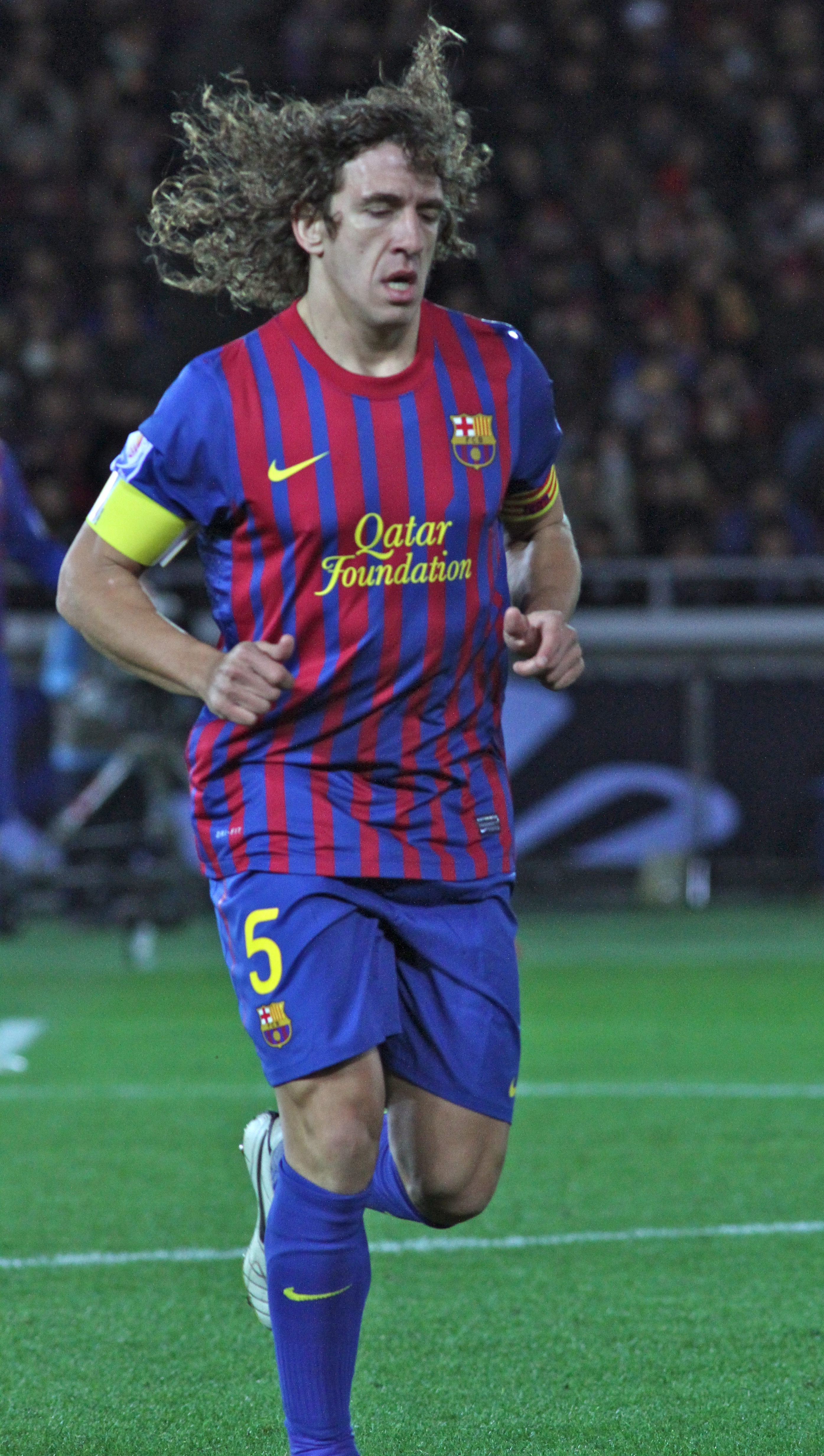
Carles Puyol, capità del primer equip entre 2004 i 2014.

Es coneix la identitat de 50 dels primers capitans del Barça, tots excepte els que ho van fer durant el període 1937-1939. En aquesta llista només hi ha el jugador que tenia el càrrec de primer capità, de manera que alguns futbolistes que van lluir el braçalet en un o més partits, però que no tenien aquesta condició (com Ladislau Kubala, Salvador Sadurní, Migueli, Phillip Cocu o Víctor Valdés), no hi surten.
| Núm. | Jugador               | Anys       | Temporades |
| ---- | --------------------- | ---------- | ---------- |
| 1    | Joan Gamper           | 1899-1903  | 4          |
| 2    | Arthur Witty          | 1903-1905  | 2          |
| 3    | José Quirante         | 1905-1908  | 3          |
| 4    | Charles Wallace       | 1908-1910  | 2          |
| 5    | Paco Bru              | 1910-1911  | 1          |
| 6    | Pepe Rodríguez        | 1911-1913  | 2          |
| 7    | Manuel Amechazurra    | 1913-1913  | 1          |
| 8    | Enric Peris           | 1913-1915  | 2          |
| 9    | Santiago Massana      | 1915-1916  | 1          |
| 10   | Eduard Reguera        | 1916-1919  | 3          |
| 11   | Francesc Vinyals      | 1919-1921  | 2          |
| 12   | Paulí Alcántara       | 1921-1924  | 3          |
| 13   | Josep Samitier        | 1924-1932  | 8          |
| 14   | Cristòfol Martí       | 1932-1933  | 1          |
| 15   | Ramón Zabalo          | 1933-1936  | 3          |
| 16   | Esteve Pedrol         | 1936-1937  | 1          |
| 17   | Juan José Nogués      | 1939-1941  | 1          |
| 18   | Josep Raich           | 1941-1945  | 4          |
| 19   | Josep Escolà          | 1945-1947  | 2          |
| 20   | César Rodríguez       | 1947-1951  | 4          |
| 21   | Marià Gonzalvo        | 1951-1953  | 2          |
| 22   | César Rodríguez       | 1953-1954  | 1          |
| 23   | Antoni Ramallets      | 1954-1955  | 1          |
| 24   | Joan Segarra          | 1955-1963  | 8          |
| 25   | Ferran Olivella       | 1963-1967  | 4          |
| 26   | José Antonio Zaldúa   | 1967-1969  | 2          |
| 27   | Eladi Silvestre       | 1969-1970  | 1          |
| 28   | Joaquim Rifé          | 1970-1973  | 3          |
| 29   | Juan Carlos Pérez     | 1973-1974  | 1          |
| 30   | Antoni Torres         | 1974-1975  | 1          |
| 31   | Johan Cruyff          | 1975-1978  | 3          |
| 32   | Juan Manuel Asensi    | 1978-1980  | 2          |
| 33   | Antoni Olmo           | 1980-1982  | 2          |
| 34   | Tente Sánchez         | 1982-1984  | 2          |
| 35   | Bernd Schuster        | 1984-1985  | 1          |
| 36   | José Ramón Alexanko   | 1986       |            |
| 37   | Víctor Muñoz          | 1986-1987  | 1          |
| 38   | José Ramón Alexanko   | 1987-1992  | 5          |
| 39   | Andoni Zubizarreta    | 1992-1993  | 1          |
| 40   | José Mari Bakero      | 1993-1996  | 3          |
| 41   | Gica Popescu          | 1997       | 1          |
| 42   | Josep Guardiola       | 1997-2001  | 4          |
| 43   | Sergi Barjuan         | 2001-2002  | 1          |
| 44   | Luis Enrique Martínez | 2002-2004  | 2          |
| 45   | Carles Puyol          | 2004-2014  | 10         |
| 46   | Xavi Hernández        | 2014-2015  | 1          |
| 47   | Andrés Iniesta        | 2015-2018  | 3          |
| 48   | Leo Messi             | 2018-2021  | 3          |
| 49   | Sergio Busquets       | 2021- 2023 | 2          |
| 50   | Sergi Roberto         | 2023-2024  | 1          |
| 51   | Marc-André ter Stegen | 2024       |            |